# اچ‌ام‌اس اوفا (جی۲۹)
اچ‌ام‌اس اوفا (جی۲۹) (به انگلیسی: HMS Offa (G29)) یک کشتی بود که طول آن ۳۴۵ فوت (۱۰۵ متر) بود. این کشتی در سال ۱۹۴۱ ساخته شد.